# Боллинджер (округ)
Округ Боллинджер (англ. Bollinger County) — округ штата Миссури, США. Население округа на 2009 год составляло 11 841 человек. Административный центр округа — город Марбл-Хилл.

## История
Округ Боллинджер основан в 1851 году.

## География
Округ занимает площадь 1608,4 км2.

## Демография
Согласно оценке Бюро переписи населения США, в округе Боллинджер в 2009 году проживало 11 841 человек. Плотность населения составляла 7.4 человек на квадратный километр.